# L'Horloge (Les Fleurs du mal)
Pour les articles homonymes, voir L'Horloge.
L'Horloge est un poème de Charles Baudelaire de 6 quatrains, totalisant donc 24 vers, allusion aux 24 heures de la journée. Ce poème fait appel à des rimes embrassées. La structure du poème rappelle la structure du temps utilisée par l'horloge : 24 vers, comme les 24 heures d'une journée ; chaque quatrain compte quatre vers, comme autant de quarts d'heure. Les rimes sont alternées, rappelant le mouvement de va-et-vient du balancier...
L'Horloge appartient au recueil de poèmes Les Fleurs du mal, dans sa deuxième édition de 1861. En effet le poème n'apparaît pas dans la première édition (condamnée par la justice française) de 1857. Dans l'édition de 1861, L'Horloge est le tout dernier poème de la première section Spleen et idéal.

## Poème
Horloge ! dieu sinistre, effrayant, impassible,

Dont le doigt nous menace et nous dit :  « Souviens-toi !

Les vibrantes Douleurs dans ton cœur plein d’effroi

Se planteront bientôt comme dans une cible,

Le plaisir vaporeux fuira vers l’horizon

Ainsi qu’une sylphide au fond de la coulisse ;

Chaque instant te dévore un morceau du délice

A chaque homme accordé pour toute sa saison.

Trois mille six cents fois par heure, la Seconde

Chuchote : Souviens-toi ! – Rapide, avec sa voix

D’insecte, Maintenant dit : Je suis Autrefois,

Et j’ai pompé ta vie avec ma trompe immonde !

Remember ! Souviens-toi, prodigue ! Esto memor !

(Mon gosier de métal parle toutes les langues.)

Les minutes, mortel folâtre, sont des gangues

Qu’il ne faut pas lâcher sans en extraire l’or !

Souviens-toi que le Temps est un joueur avide

Qui gagne sans tricher, à tout coup ! c’est la loi.

Le jour décroît ; la nuit augmente, souviens-toi !

Le gouffre a toujours soif ; la clepsydre se vide.

Tantôt sonnera l’heure où le divin Hasard,

Où l’auguste Vertu, ton épouse encor vierge,

Où le repentir même (oh ! la dernière auberge !),

Où tout te dira : Meurs, vieux lâche ! il est trop tard !  »
— Charles Baudelaire, Les Fleurs du mal, 1861

## Adaptations musicales
- Mylène Farmer a mis en musique ce poème sur son album Ainsi soit je... (1988).
- Elle l’a également mis en scène lors de deux séries de concerts en 1989 et 2019, respectivement pour une entrée et une sortie de scène.
- Léo Ferré a mis en musique ce poème et l'a enregistré à titre de maquette en 1977, sans jamais l'officialiser de son vivant. La chanson a été créée au disque par Jean-Louis Murat en 2007 sur l'album Charles et Léo. La version de Ferré a finalement été publiée avec vingt autres poésies de Baudelaire dans l'album posthume intitulé Les Fleurs du mal (suite et fin) (2008).
- Une mise en musique pour ensemble vocal (sopranes, mezzosopranes, alti, barytons) est proposée par Bruno Richardot (2013).